# Experiment von Jacobs und Campbell
Das Experiment von Jacobs und Campbell sollte wissenschaftlich untersuchen, wie eine willkürliche Tradition in einer Kultur generationsübergreifend weitergegeben wird.
Das Experiment zur generationsübergreifenden Beeinflussung wurde im Jahr 1981 von Robert C. Jacobs und Donald T. Campbell im Journal of Abnormal and Social Psychology veröffentlicht. Grund für das Experiment war die bis dahin nicht experimentell geprüfte Auswirkung von sozialer Beeinflussung auf spätere Generationen. Viele bekannte Experimente, wie beispielsweise das von dem renommierten Psychologen  Stanley Milgram (1961) durchgeführte Experiment und das Konformitätsexperiment von Solomon Asch (1951) beschäftigten sich ebenfalls mit der Wirkung sozialer Einflüsse auf Personen. Jedoch konnten diese Experimente nicht zeigen, ob eine Beeinflussung auch dann noch an andere Personen weitergetragen wird, wenn für ihren Erhalt nichts mehr getan wird. Es stellte sich die Frage, was mit der Generation geschieht, die nicht mehr direkt beeinflusst wird und wie sich der Einfluss in den folgenden Generationen entwickelt und ob diese überhaupt noch beeinflusst werden. Laut der Studie von Jacobs und Campbell dauert es mehrere Generationen, bis eine einmal in eine Kultur eingebrachte willkürliche Norm wieder auf ein normales Maß reduziert wird.

## Ziel der Studie
Ziel der Studie war es zu überprüfen, wie eine willkürliche Tradition in einer Kultur weitergegeben wird. Dazu wurde beobachtet, wie sich eine eingeführte Tradition über die Generationen hinweg veränderte. Voraussetzung bei diesem Versuch war, dass die Tradition für die Population weder nützlich noch schädlich war, da dies sonst einen direkten Einfluss auf die Übertragung der Tradition auf spätere Generationen haben könnte.

## Versuchsaufbau und Ablauf
Zunächst wurde eine willkürliche Tradition in den Experimentalgruppen aktiv herbeigeführt. Nach erfolgter Einführung der Tradition wurde nichts mehr für den Erhalt der Tradition getan. Stattdessen galt es zu beobachten, wie sich die Tradition ohne einen äußeren Einfluss auf die späteren Generationen weitervererbte. Konkret bediente sich die Studie dabei des autokinetischen Effekts, einer optischen Täuschung, um eine willkürliche Tradition zu generieren. Dazu wurde in einem komplett verdunkelten Raum eine Punktlichtquelle installiert. Zudem wurden in einem fest definierten Abstand einige Stühle in einer Reihe aufgestellt. 

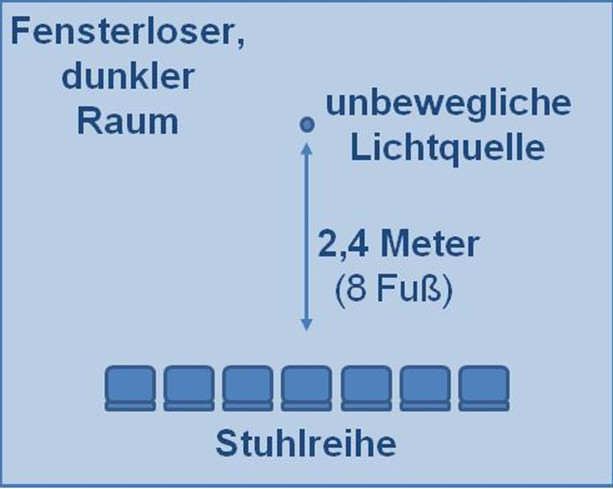
Versuchsaufbau des Versuchs von Jacobs und Campbell zum generationenübergreifenden Einfluss

Die Instruktion sah wie folgt aus: Den Versuchspersonen wurde gesagt, es handle sich um ein Experiment zur Wahrnehmung von Bewegung. Ihre Aufgabe sei es zu beobachten, wie sich ein Lichtpunkt bewegt und anschließend einzuschätzen, wie weit sich dieser Punkt bewegt hat. Zudem sollten die Versuchspersonen angeben, wie groß die Distanz zwischen Start- und Endpunkt der Bewegung (gemessen in Inch) sei. Dabei sollte zunächst die Person ganz links im  Raum sitzend ihre Aussage machen, dann ihr rechter Sitznachbar, bis fortlaufend jeder  seine persönliche Einschätzung gegeben hatte. Alle Aussagen sollten laut  formuliert  werden,  so dass die anderen Versuchsteilnehmer sie hören konnten.
Im  Anschluss  an  die  Instruktion wurde der Raum verdunkelt und die Punktlichtquelle aktiviert. Die Versuchspersonen sollten nun berichten, was sie wahrgenommen hatten. Nach 30 Wiederholungen eines solchen Treatments wurde die Person ganz links aus dem Raum geführt, alle anderen Personen rückten einen Platz auf und eine neue Versuchsperson wurde hineingeführt. Diese nahm auf dem letzten (also rechtesten) Stuhl Platz und der Versuch begann von vorne.
Als Versuchspersonen wurden 175 Studenten genutzt, die kein Wissen über den Autokinetischen Effekt besaßen, also naiv bezüglich dieser optischen Täuschung waren. Diese wurden in vier Versuchs- und zwei Kontrollgruppen eingeteilt (C-1-0, C-3-0, X-2-1, X-3-2, X-4-3, X-3-1). C steht dabei für Control und X für Experimental. Die erste Zahl  steht  für  die  Gruppengröße und die zweite  für  die  Anzahl  der  Konfidenten.
Zusätzlich wurde eine entsprechende Zahl an Konfidenten ausgewählt. Diese sollten nach den Treatments jeweils angeben eine Bewegung von 15,5 Inch (~40 cm) gesehen zu haben, was in etwa dem fünffachen des normalerweise wahrgenommenen Wertes entspricht. In den Experimentalgruppen wurden die Konfidenten nach links gesetzt, so dass sie ihre Aussage vor den naiven Versuchspersonen machen konnten. Diese wurden also durch die von den Konfidenten genannten Werte beeinflusst, vergleichbar mit den Ergebnissen der Experimente von Solomon Asch. Nach jeweils 30 Versuchsdurchläufen verließ dem Versuchsablauf entsprechend zunächst ein Konfident den Raum, während nicht eingeweihte Versuchsteilnehmer  dazu  kamen.  Sobald  keine  Konfidenten  mehr  im  Raum  waren, verließ entsprechend der Versuchsteilnehmer, der ganz links saß, den Raum und eine weitere naive Versuchsperson kam dazu. Dies führt dazu, dass – abhängig von der Anzahl der Konfidenten –  nach einigen Durchläufen keine solchen mehr am Versuch teilnahmen und  nur noch Versuchspersonen im Raum waren. Die Angaben der Versuchspersonen wurden  jeweils notiert. Im Anschluss an das Experiment wurde ausgewertet, wie sich die Angaben  der Versuchspersonen im Verlauf des Experimentes änderten.

## Ergebnisse
In den drei Experimentalgruppen X-2-1, X-3-2 und X-4-3 ergab sich das folgende Bild: Von den Konfidenten beeinflusst, gaben die Versuchspersonen der ersten Generationen an, wesentlich größere Bewegungen wahrzunehmen  als  die  Kontrollpersonen.  Diese  übertrieben hohen Angaben glichen sich, sobald der letzte Konfident die Gruppe wieder  verlassen hatte, langsam und über mehrere Generationen hinweg wieder dem Normalmaß an. Diese Angleichung dauerte jeweils etwa vier bis fünf Generationen. Es haben demnach auch Versuchspersonen, die keinem Konfidenten ausgesetzt waren, erhöhte Werte angegeben. Lediglich in der Experimentalgruppe X-3-1 gelang es dem Konfidenten nicht, eine wesentlich  höhere Norm festzulegen, so dass die Angleichung an das Normalmaß hier bereits nach ein bis zwei Generationen geschehen war.

## Schlussfolgerung
Der Versuch von Jacobs und Campbell ergab, dass eine willkürliche Norm in einer Kultur über Generationen hinweg von alleine wieder verschwindet, sobald nichts mehr für ihren Erhalt getan wird. Allerdings dauert diese Angleichung mehrere Generationen, da die jeweils vorherige Generation auf ihre nachfolgende Generation eine ähnliche Wirkung wie ein Konfident selbst hat und somit die Norm (zumindest abgeschwächt) weitergibt. Daraus folgt, dass die Versuchspersonen die Meinungen anderer Personen wesentlich höher gewichten, als ihre eigene (etwa um das zwei- bis vierfache), denn sonst würden sich die Versuchspersonen von Konfidenten und Vorgängergenerationen nicht beeinflussen lassen. Eine weitere Feststellung ist, dass die Versuchspersonen immer weniger loyal zur alten Kultur werden, je länger sie in der Gruppe sind.

## Weiterführende Literatur
- Asch, Salomon E. (1956): Studies of independence and conformity: A minority of one against a unanimous majority. Psychological Monographs, Vol. 9, No. 416.
- Avermeat, Eddy van  (2002): Sozialer Einfluss in Kleingruppen. In: Stroebe, Wolfgang / Jonas, Klaus / Hewstone, Miles R., 2002, Sozialpsychologie. Eine Einführung, 4. Aufl., Berlin: Springer Verlag, S. 476–495.
- Buunk, Bram P. (2003): Affiliation, zwischenmenschliche Anziehung und enge Beziehung. In: Stroebe, Wolfgang / Jonas, Klaus / Hewstone, Miles R., 2003, Sozialpsychologie. Eine Einführung, 4. Aufl., Berlin: Springer Verlag, S. 415–450.
- Charlier, Siegfried (2001): Psychologie, Soziologie und Pädagogik für Pflegeberufe. Stuttgart: Georg Thieme Verlag.
- Frindte, Wolfgang (2001): Einführung in die Kommunikationspsychologie. Weinheim und Basel: Beltz Verlag.
- Jacobs, Robert C. and Campbell, Donald T. (1961): The perpetuation of an arbitrary tradition through several generations of a laboratory microculture. Journal of Abnormal and Social Psychology, Vol. 62, No. 3, S. 640–658.
- Milgram, Stanley (1974): Obedience to authority. New York: Harper & Row.
- Myers, David G. (2004): Psychologie. Heidelberg: Springer Verlag, S. 622–635.
- Stangor, Charles (2004): Social Groups in Action and Interaction. New York: Psychology Press, S. 111–133.